# Den Norske Opera & Ballett
Den Norske Opera & Ballett, anche nota come The Norwegian National Opera and Ballet, è una compagnia professionale norvegese che si occupa di opera e balletto a livello internazionale.

## Storia
La sede della società dal 2008 è il Teatro dell'Opera di Oslo (Oslo Operahuset o Oslo Operahouse), disegnata dallo studio di architettura Snøhetta. La compagnia venne fondata nel 1957 e il suo primo direttore dell'opera di Oslo fu Kirsten Flagstad, celebre soprano norvegese, dal 1958 al 1960.

Vista notturna della Operahuset di Oslo

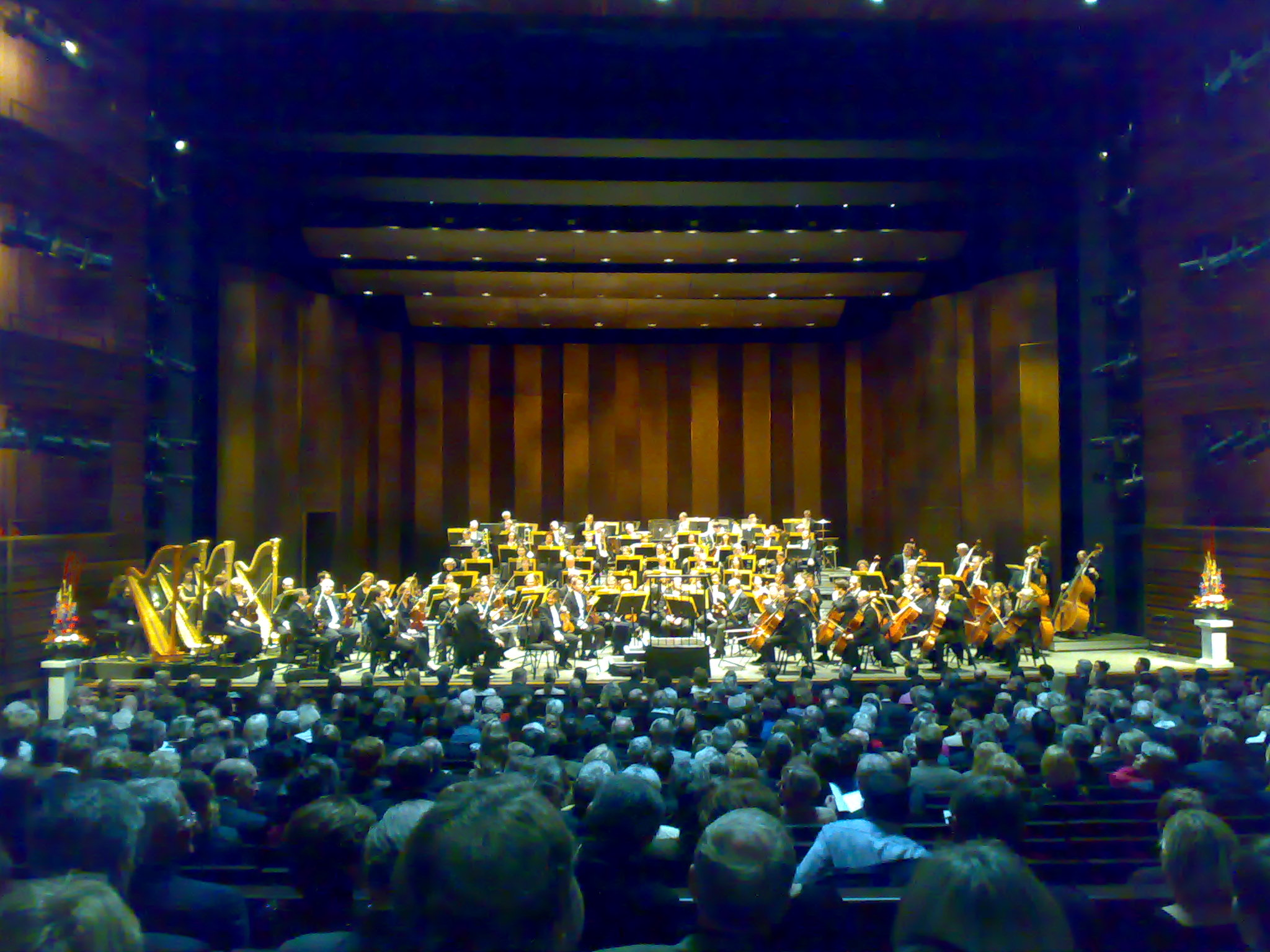
L'orchestra dell'opera di Oslo esegue un concerto di Wagner nel nuovo edificio di Bjørvika, al secondo giorno di apertura, il 19 aprile 2008. Direttore: Lorin Maazel.

## Attività
L'attività è organizzata in sette aree:
1. Opera
2. Balletto
3. Concerti
4. Educazione e comunicazione
5. Sviluppo e innovazione
6. Tournée - riksopera/risorse e competenze nazionali
7. Concerti di ospiti esteri

L'organizzazione coinvolge circa 620 dipendenti divisi in 50 gruppi di lavoro.

## Direttori

### Direttori dell'Opera
- Kirsten Flagstad
- Odd Grüner-Hegge
- Lars Runsten
- Gunnar Brunvoll
- Martin Turnovski
- Aase Nordmo Løvberg
- Knut Hendriksen
- Bjørn Simensen
- Paul Curran
- Per Boye Hansen (2012-2017)
- Annilese Miskimmon (2017)

### Direttori e amministratori
- Direttore amministrativo è Nils Are Karstad Lysø (da febbraio 2014). Lysø ha avuto la carica dopo Tom Remlov, che era stato eletto nel 2009.

- Direttore dell'Opera è Annilese Miskimmon, che ha preso il posto di Per Boye Hansen nel 2017.
- Direttore del Balletto è Ingrid Lorentzen, che ha preso il posto di Espen Giljane nel 2012.
- Direttore della Musica è Karl-Heinz Steffens, che ha preso il posto di John Helmer Fiore nel 2016.
- Direttore generale è Anne Carine Tanum, che è succeduta a Ellen Horn.

## Investimenti pubblici
Den Norske Opera & Ballett ha ricevuto nel 2014 un investimento pubblico di 577 milioni di corone norvegesi. In aggiunta la società dispone gratuitamente dell'uso dell'edificio dell'Opera che è di proprietà dello Stato.